# がんばれ!ふるさとランナー〜駅伝ふるさとひろばから〜
『がんばれ!ふるさとランナー〜駅伝ふるさとひろばから〜』（がんばれ ふるさとランナー えきでんふるさとひろばから）は、中国地方のNHK総合テレビジョンで放送されていたNHK広島放送局制作の天皇盃全国都道府県対抗男子駅伝競走大会（ひろしま男子駅伝）の関連番組である。

## 概要
NHK広島放送局は毎年1月の第3日曜に行われるひろしま男子駅伝の関連企画として、その年の出場チーム紹介や、過去の成績を振り返るパネル展、広島在住の各都道府県出身者による郷土産品・料理の販売や郷土芸能の紹介を行う「駅伝ふれあいひろば」というイベントを開催しており、これに合わせて放送される特別番組であった。
開始当初は広島市中区紙屋町のパセーラから中継していたが、1996年にNHK広島放送センター（広島市中区大手町）が完成してからは同所1階からの中継となっていた。
当日のテレビ解説である宗茂（九州保健福祉大学客員教授・旭化成陸上部顧問）の他、毎年ゲストを迎えての放送となっていた。番組の進行は放送時の広島局スポーツアナウンサーが担当。
2021・2022年は新型コロナウイルス感染拡大により大会そのものが休止となり、大会が3年ぶりに開催された2023年は感染対策により、関連イベントの規模が縮小および中止されたため、本番組は放送されなかった。

## 放送時間
いずれも大会前日の土曜日。気象情報・NHKニュースを挟んでの2部構成。
- 第1部：11:25 - 11:54
2008年までは11:30開始。2008年は広島県のみで放送。
- 第2部：12:15 - 12:40
『バラエティー生活笑百科』は休止。火曜日11:05 - 11:28の東京からの裏送り送出による再放送が事実上の振り替え放送となる。

## 歴代ゲスト
広島県を中心に、中国地方ゆかりの有名人が出演。
- 2009年：国生さゆり（鹿児島県生まれの呉育ち、おニャン子クラブ入り前は陸上競技の選手だった）
- 2008年：竹原慎二（元プロボクサー）、山口良一
- 2007年：神園さやか（歌手）